# K′WA
K'WA，是台灣的虛擬YouTuber團體，於2018年5月3日正式開始活動。

## 介紹
K'WA的角色人物設定是由白靈子與天羽亞拉希進行製作，人物三维模型則由Tomitake著手製作。聲優配音導演由陳國偉負責，舞蹈指導則由小虎負責編舞，音樂製作人則由龍擔綱擔任。
角色設定裡，K'WA是由歌手「空」和吉祥物「Hooya」所組成的團體，而角色「空」的人物設定上是一名年紀十八歲於台北街頭駐唱的女孩，雖然她不善言詞但是卻擁有自己的想法，並透過創作歌曲的方式來表露心聲。她外型活潑可愛，歌聲清新活力，而「Hooya」在角色設定裡上是一隻會說話的貓咪玩偶。空和Hooya是一對親密的伙伴，也時常互相黜臭對方，當Hooya在擔任空的社群互動影片之主持人時，都會隨興出考題讓空吉興創作，同時也是空的最佳創作靈感來源之一。

## 經歷
- 2018年5月3日，K'WA正式開始活動，同時也公開第一首創作歌曲《飛》，該曲也是106學年度大專啦啦隊錦標賽之主題曲。[1][2][3][3][4][5][6][7]
- 2018年5月19日，於亞洲動漫創作展中直播舞台活動。[2][4]
- 2018年5月26、27日，擔任106學年度大專啦啦隊錦標賽代言人。[2][4]

## 外部連結
- K'WA的Facebook粉絲專頁
- K'WA的Youtube頻道 （页面存档备份，存于）
- K'WA的Twitter頁面